# Bąk australijski
Bąk australijski (Botaurus poiciloptilus) – gatunek dużego ptaka z rodziny czaplowatych (Ardeidae). Występuje w południowo-zachodniej i południowo-wschodniej Australii, na Tasmanii, w Nowej Zelandii i Nowej Kaledonii. Jest narażony na wyginięcie.

## Taksonomia
Po raz pierwszy gatunek opisał Johann Georg Wagler w 1827. Holotyp pochodził z Nowej Południowej Walii. Autor nadał nowemu gatunkowi nazwę Ardea poiciloptila. Obecnie (2020) Międzynarodowy Komitet Ornitologiczny umieszcza bąka australijskiego w rodzaju Botaurus. Uznaje go za gatunek monotypowy, podobnie jak autorzy HBW.
Bąk australijski jest blisko spokrewniony z bąkiem zwyczajnym (B. stellaris) i bywał dawniej łączony z nim w jeden gatunek. Opisano kilka nieuznawanych podgatunków – B. p. westralensis (Mathews, 1912) z południowo-zachodniej Australii, B. p. maorianus (Iredale & Mathews, 1926) z Nowej Zelandii.
Epitet gatunkowy poiciloptilus pochodzi od greckich słów ποικίλος poikilos – „pstrokaty” i πτιλον ptilon – „pióro”.

## Morfologia
Długość ciała wynosi 66–76 cm; masa ciała samców: 875–2085 g, samic: 571–1135 g; rozpiętość skrzydeł: 105–118 cm.
Bąki australijskie są średniej wielkości (w porównaniu do innych czaplowatych) ptakami o krępej budowie ciała i grubej szyi. Cechuje je maskujące upierzenie, na które składa się płowo-brązowo-ciemnobrązowy wzór. Dalszy opis dotyczy osobników dorosłych. Występuje duża zmienność odcieni upierzenia, obserwowane są osobniki o jaśniejszym i ciemniejszym upierzeniu, przy czym te drugie mogą z daleka wyglądać na niemal czarne. Odnotowywane są również ptaki o „czerwonym” upierzeniu – z rdzawym wierzchem ciała i skrzydeł oraz cynamonowopłowymi bokami głowy. Cześć osobników prezentuje pośrednie upierzenie. Samice są znacznie mniejsze od samców. Tęczówka żółta po pomarańczowobrązową (prawdopodobnie zmiana barwy ma związek z porą lęgową). Dziób w większości ma barwę od żółtej po płową, wyróżnia się ciemnobrązowa po czarną górna krawędź dzioba. Nogi zielonawożółte po ciemnooliwkowe.

## Zasięg występowania
Według szacunkowych danych BirdLife International zasięg występowania bąka australijskiego zajmuje około 10,2 mln km². Obejmuje południowo-zachodnią i południowo-wschodnią Australię, Tasmanię, Nową Zelandię i Nową Kaledonię (wyspy Nowa Kaledonia i Ouvéa).
W Australii wyróżnić można dwie subpopulacje, występujące odpowiednio w południowo-wschodniej oraz południowo-zachodniej części kontynentu. Na wschodnim wybrzeżu zasięg bąka australijskiego nieregularnie ciągnie się od południowo-wschodniego Queenslandu do południowo-wschodniej Australii Południowej i Tasmanii oraz dalej w głąb lądu w dorzeczach rzek Murray i Darling (określanych wspólne nazwą dorzecze Murray-Darling). W Australii Zachodniej rozproszone miejsca występowania znajdują się na południowo-zachodnim oraz południowo-wschodnim wybrzeżu stanu, w niewielkiej liczbie bąki australijskie gniazdują tam również na mokradłach w głębi lądu.
Na Nowej Zelandii bąki australijskie są szeroko rozprzestrzenione, lecz rzadkie. Większość obserwacji pochodzi z Wyspy Północnej. Ogółem najliczniej występują w sąsiadujących ze sobą regionach Northland, Auckland i Waikato. Stwierdzane także na należących do Nowej Zelandii wyspach Stewart i Great Barrier.
Stwierdzenia z Nowej Kaledonii są nieliczne i niepotwierdzone, być może tamtejsze populacje już wymarły.

## Ekologia i zachowanie
Środowiskiem życia bąków australijskich są mokradła z wysokimi trzcinami (Phragmites), turzycami, sitowiem (Scirpus), sitem (Juncus), ponikłem (Eleocharis) i pałkami (Typha), położone przy rzekach, stawach, jeziorach i bagnach. Na Nowej Zelandii bywają spotykane również na namorzynach. Najchętniej zajmują okolice płytkich wód stojących o niewielkich wahaniach poziomu wody. Pojawiają się również na podmokłych pastwiskach z wysokimi trawami i na polach ryżowych (gdzie również gniazdują). W okresach intensywnych opadów deszczu i tuż po nich spotykane są również na okresowych (efemerycznych) mokradłach. Preferują okolice wód słodkich. Odwiedzają też tereny położone nad wodami słonawymi, w tym w estuariach i lagunach, unikają natomiast wybrzeży. Na terenach otwartych spotykane sporadycznie. Na Nowej Zelandii odnotowywane były do 300 m n.p.m.
Pożywieniem bąków australijskich są ryby (w szczególności węgorze, karasie i pstrągi), płazy, bezkręgowce: słodkowodne raki z rodzaju Cherax i inne skorupiaki, ślimaki, owady i inne stawonogi, a do tego gady, niewielkie ssaki i ptaki.

### Lęgi
Sezon lęgowy bąków australijskich w Australii przypada na okres od października do grudnia (ze szczytem aktywności od września do lutego), zaś na Nowej Zelandii – od sierpnia do maja (szczyt aktywności: w listopadzie i grudniu).
Bąki australijskie gniazdują pojedynczo, być może tworzą również półkolonie. Odnotowywane zagęszczenia wskazują na występowanie poligamii; podejrzenia potwierdziły obserwacje na australijskich polach ryżowych. Gniazda umieszczone są zwykle kilka centymetrów nad powierzchnią wody, w gęstej roślinności. Mają formę cienkiej platformy zbudowanej z trzcin i sitowia. W 2010 stwierdzono gniazdowanie na polach ryżowych, dwa lata później rozpoczęto poświęcony mu projekt badawczy. W zniesieniu przeważnie znajduje się 4 lub 5 jaj, ogółem od 2 do 6. Składane są w jedno- lub dwudniowych odstępach. Wysiadywanie trwa blisko 25 dni, prawdopodobnie od 23 do 26. Wysiadywaniem, podobnie jak budową gniazda i karmieniem młodych, zajmuje się wyłącznie samica. Młode są w pełni opierzone w wieku około 7 tygodni, jednak mogą opuszczać gniazdo mając już blisko 3 tygodnie.

## Status, zagrożenia i ochrona
IUCN od 2022 roku uznaje bąka australijskiego za gatunek narażony na wyginięcie (VU, Vulnerable). Wcześniej, od 2004 roku był on uznawany za gatunek zagrożony wyginięciem (EN, Endangered). Tak klasyfikowany był również w latach 1994 i 1996; w roku 2000 otrzymał status gatunku narażonego na wyginięcie (VU, Vulnerable), a w 1988 – gatunku niższego ryzyka/najmniejszej troski.
Według szacunkowych danych BirdLife International liczebność populacji mieści się w przedziale 1000–2499 dorosłych osobników, a jej trend jest spadkowy. Spadki liczebności odnotowano zarówno w Australii, jak i Nowej Zelandii.
W 2012 rozpoczęto projekt Bitterns in Rice, między innymi przy współpracy z Ricegrowers' Association of Australia, Birdlife Australia i Riverina Local Land Services. Celem było zbadanie biologii lęgowej bąków australijskich na polach ryżowych i uzyskanie informacji potrzebnych do podjęcia działań pozwalających zarówno na ochronę gniazdujących tam bąków, jak i interesów rolników w regionie Riverina.